# Edmund Wnuk-Lipiński
Edmund Wnuk-Lipiński, född 4 maj 1944 i Sucha i Kujavien-Pommern, död 4 januari 2015 i Warszawa, var en polsk sociolog och science fiction-författare.
Wnuk-Lipiński tilldelades Janusz A. Zajdel-priset år 1988 för romanen Rozpad połowiczny som är andra delen i trilogin Apostezjon. Han var rektor för Collegium Civitas 2006–2012.